# Pomnik Kennedy’ego (Izrael)
Pomnik Kennedy’ego (hebr. יד קנדי), znajduje się przy moszawie Amminadaw, na południowy zachód od Jerozolimy, w Izraelu. Pomnik jest poświęcony pamięci prezydenta Stanów Zjednoczonych Johna F. Kennedy’ego, który został zamordowany w dniu 22 listopada 1963.

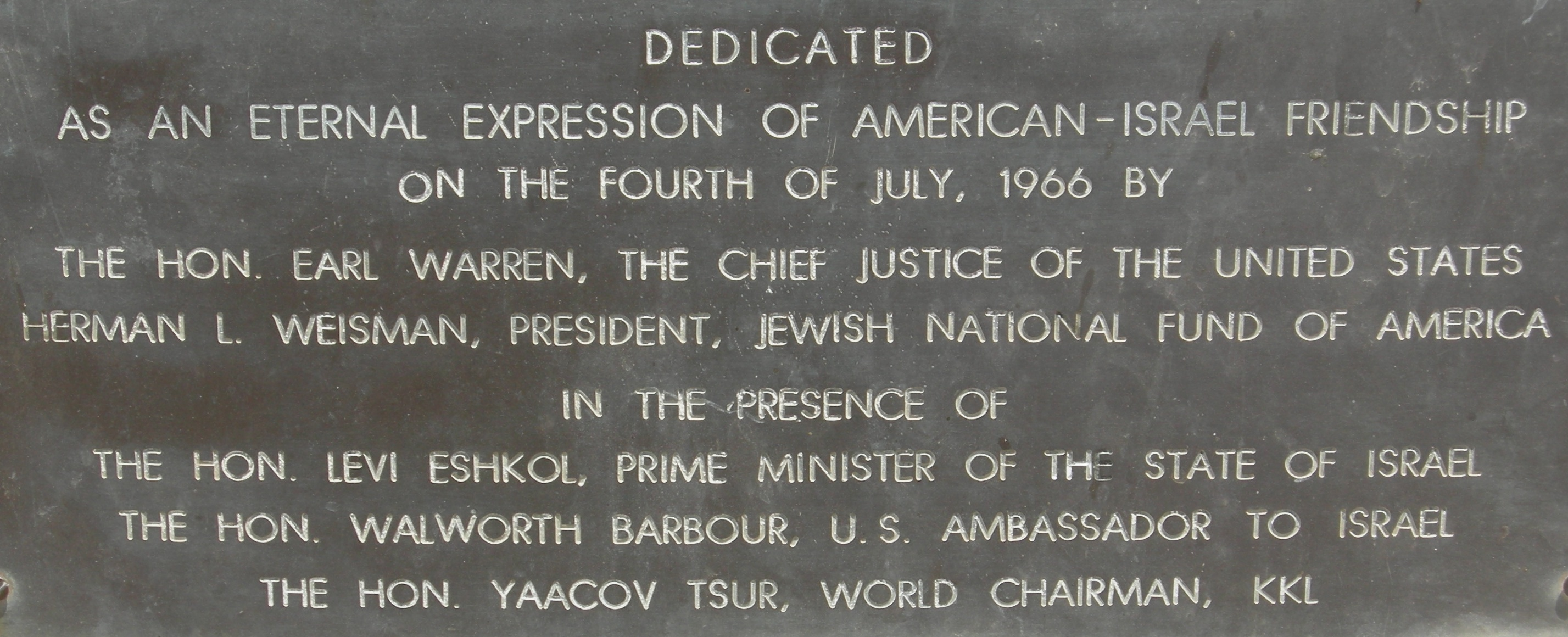
Tablica z dedykacją

Pomnik, o wysokości 60 metrów, ma kształt ściętego pnia drzewa, co symbolizuje przecięte krótkie życie prezydenta. Inni wskazują, że pomnik ma kształt wulkanu, co symbolizuje siłę i energię prezydenta. Wewnątrz budowli znajduje się popiersie Johna F. Kennedy’ego, z wiecznie płonącym ogniem. Na ścianach umieszczono kondolencje. Całość jest otoczona przez 51 kolumn (o wysokości 7,2 metra każda) z godłem państwa, co symbolizuje 50 państw oraz Dystrykt Kolumbii.
Pomnik został zaprojektowany przez izraelskiego architekta David Resnicka. Został wybudowany w 1966 ze środków zebranych na ten cel przez żydowskie społeczności w Stanach Zjednoczonych.
Pomnik i przyległe tereny rekreacyjne stanowią część Lasu Pokoju Johna F. Kennedy’ego. Odbywają się tutaj liczne uroczystości przyjaźni izraelsko-amerykańskiej z udziałem ważnych osobistości oficjalnych.